# Église Saint-Martin d'Agonac
Pour les articles homonymes, voir Église Saint-Martin.
L'église Saint-Martin est une église catholique située à Agonac, en France.
Elle fait l'objet d'une protection au titre des monuments historiques.

## Localisation
L'église est située en région Nouvelle-Aquitaine, dans le département français de la Dordogne, sur la commune d'Agonac. Adossée à son cimetière, elle se trouve à l'entrée sud-ouest du bourg d'Agonac, en bordure de la route départementale 3E7 menant à Château-l'Évêque.

## Historique
Agonac appartenait à la mense épiscopale de Périgueux. Le fief d'Agonac est cité dans une bulle du pape Urbain III du 2 septembre 1187 qui confirme sa possession par l'évêque de Périgueux.

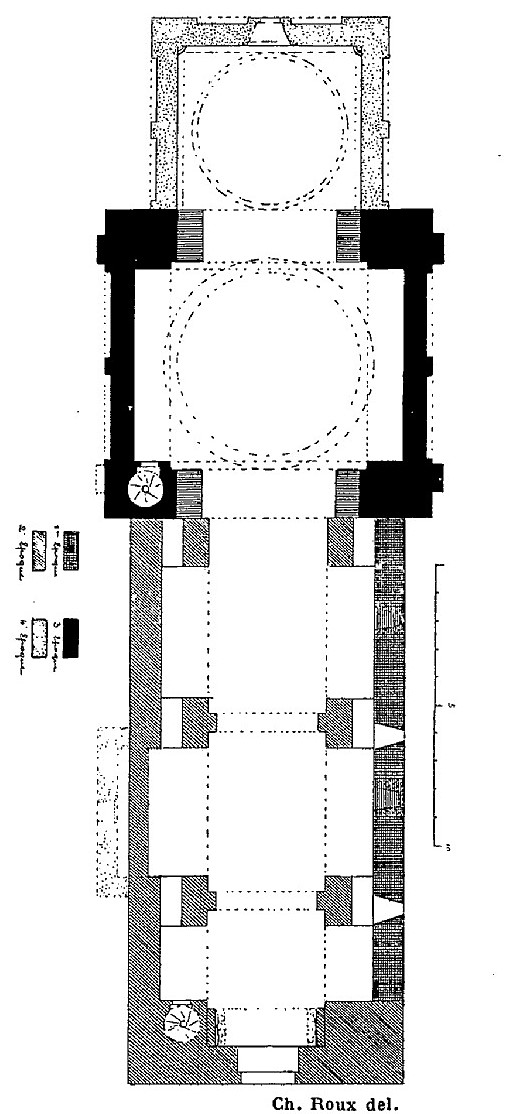
Plan de l'église d'Agonac
Congrès archéologique de France (1927).

Il y a plus de documents concernant le château d'Agonac que l'église. La chronique des évêques de Périgueux au XIe et XIIe siècles cite le château comme une des cinq forteresses élevées par l'évêque Frotaire (976-991) pour protéger Périgueux des incursions des Normands. Le château a été aliéné par l'évêque Géraud de Gourdon (1037-1053) pour soutenir sa lutte contre le comte de Périgord Adalbert II Cadoirac (Audebert Cadenarius). Le château a été ensuite racheté par l'évêque.
L'étude historique de l'église est délicate car il y a peu de documents la concernant avant le XVIIIe siècle. L'étude du bâti montre des irrégularités importantes, des réparations et des restaurations drastiques.
L'église a été bâtie dans le style roman aux XIe et XIIe siècles. En 1927, le chanoine Roux a distingué quatre périodes de construction :
- le mur occidental de la nef,
- le reste de la nef, ces deux parties de l'église datant du XIe siècle,
- la travée  du chœur (ou avant-chœur),
- l'abside, ces deux dernières parties étant du XIIe siècle.

Dans son étude de 1998, Laurence Cabrero-Ravel ne distingue que deux périodes de construction :
- l'enveloppe de la nef,
- le reste de l'édifice.

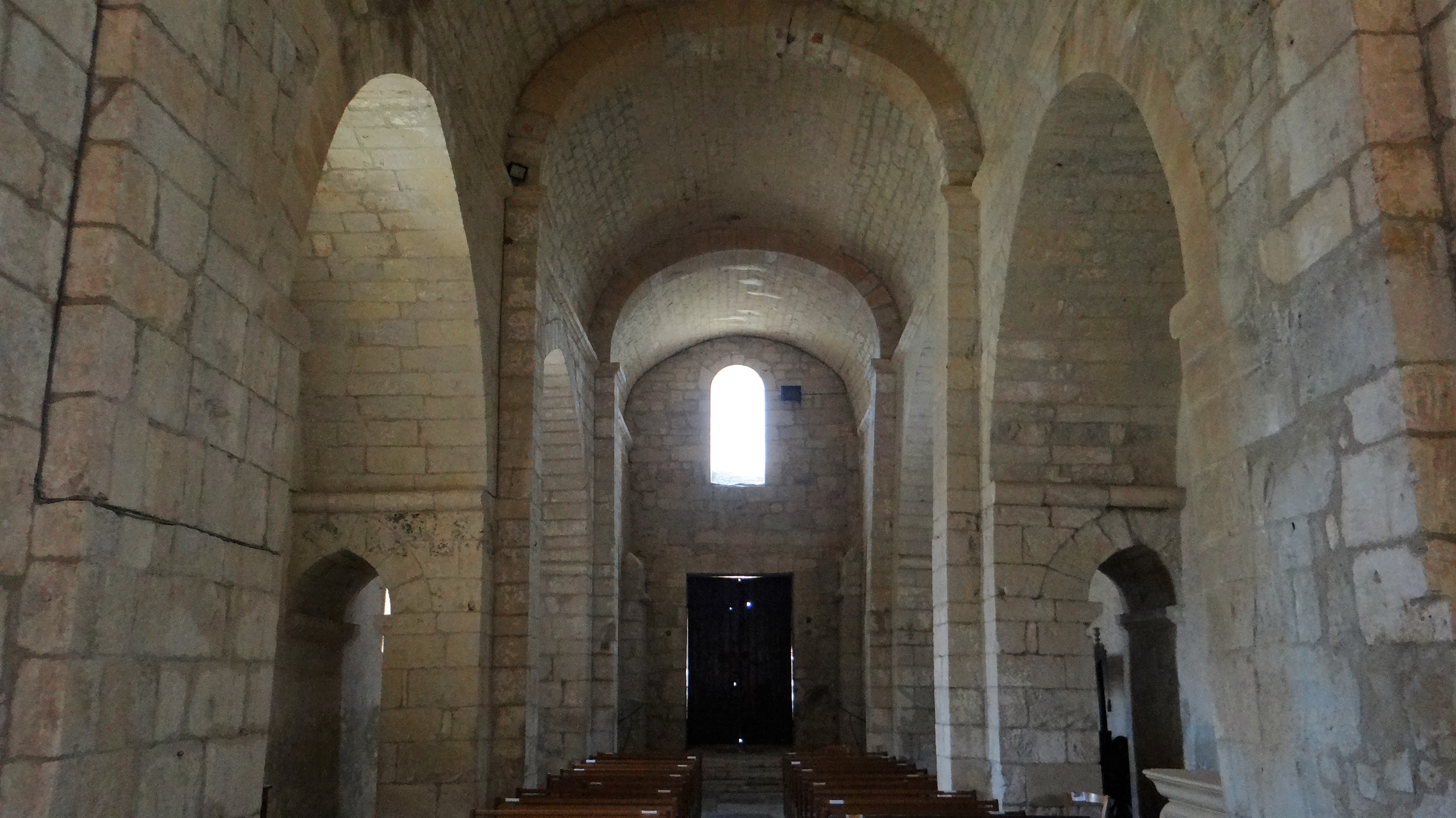
La nef avec la voûte en berceau, les arcs-doubleaux, les murs-diaphragmes percés de passages et les voûtes longitudinales entre les murs-diaphragmes.

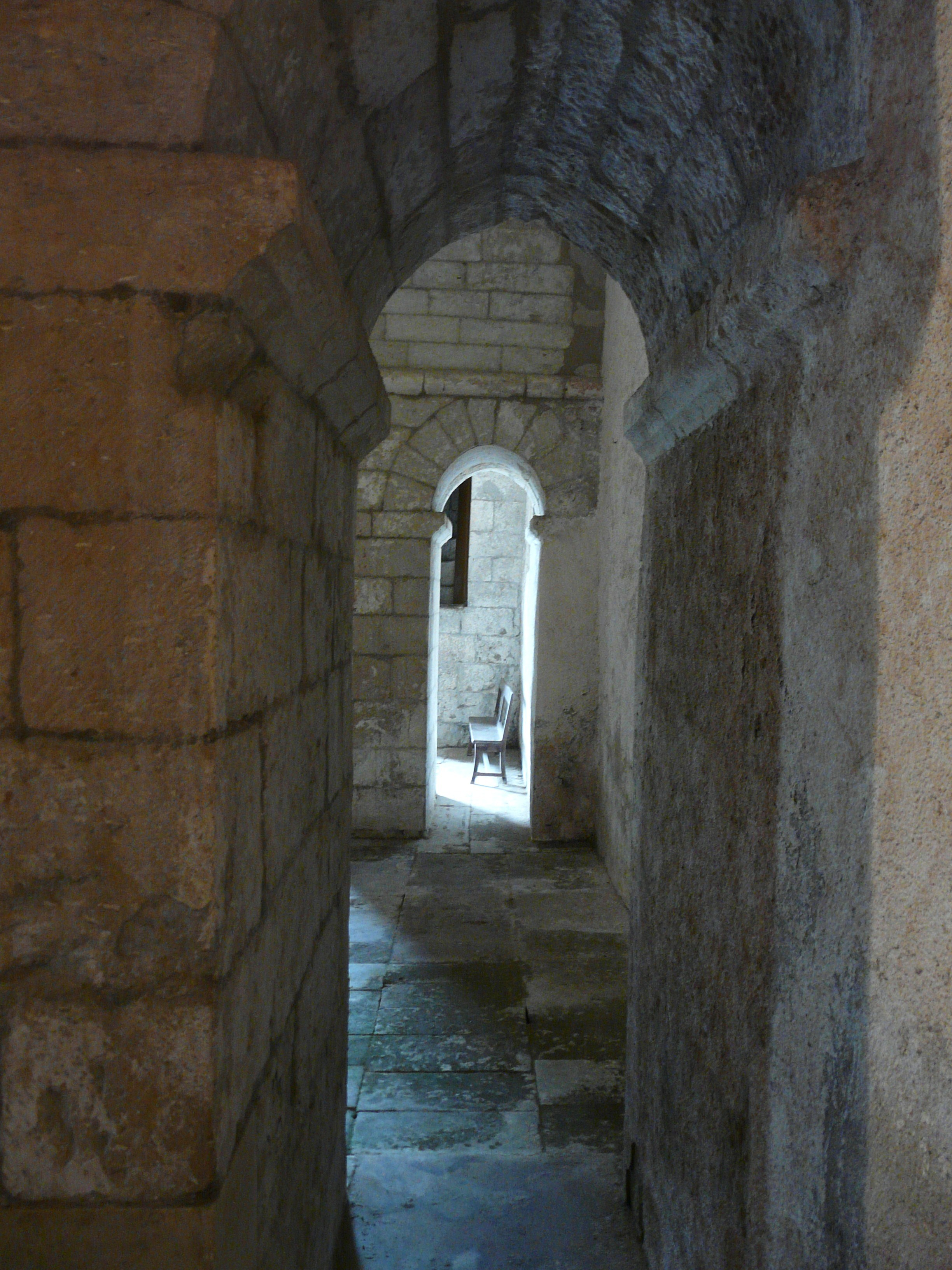
Passage latéral très étroit.

Les murs gouttereaux de la nef seraient des remplois. Le reste de l'église aurait été construit d'une manière non continue mais sur une période assez brève en allant de l'ouest vers l'est. Le mur gouttereau sud en petit appareil serait le plus ancien. Il est percé d'une fenêtre romane de faibles dimensions située aux deux tiers de la hauteur. Il est probable qu'au XIe siècle l'église était simplement charpentée. Quand, au XIIe siècle, il a été prévu de couvrir la nef avec une voûte en berceau, on a choisi de rétrécir la portée à un peu moins de huit mètres en montant trois puissants murs-diaphragmes dont deux sont percés d'un passage étroit en plein cintre, en reprenant une disposition utilisée en Angoumois et en Saintonge. La nef est divisée en trois travées séparées par deux arcs-doubleaux situés au droit des murs-diaphragmes. La voûte en berceau s'appuie sur des voûtes longitudinales entre les murs-diaphragmes.
La travée droite du chœur et l'abside s'opposent à la nef par leur type de voûte. Elles sont toutes les deux couvertes par une coupole sur pendentifs, rappelant l'art roman périgourdin.
L'église est fortifiée du XIIIe au XVe siècle. La travée du chœur a été surélevée pour y établir un curieux système de chambres de défense sur deux niveaux autour des reins de la coupole auxquels on accédait par un escalier à vis placé dans l'angle nord-ouest de la travée du chœur. La travée de l'abside a été surélevée probablement à la même époque.
Les contreforts qui l'épaulent sont postérieurs aux guerres de Religion.
Le chanoine Joseph Roux a signalé que l'église avait quatre chapelles au XVIIe siècle : chapelle des Bordes, chapelle des de Lagut dédiée à sainte Anne, chapelle Saint-Michel fondée par Gaspard de Chabans et chapelle des Montardit. Le chanoine Brugières a signalé une chapelle dédiée à saint Jean l'Évangéliste.
Le clocher au-dessus de la travée du chœur a été construit en 1751. Il a remplacé un clocher précédent qui, d'après le chanoine Roux, n'est pas d'origine. Il a proposé que le clocher d'origine se trouvait au-dessus de la première travée de la nef.
En 1892, l'architecte Dennery dénonce « les caractères de vétusté complète » de l'église. Il est alors question de démolir la nef pour agrandir le cimetière. Ce projet est abandonné, mais rien n'est fait avant le classement de l'église, en 1900. Les travaux de consolidation ont commencé en 1915, se poursuivent de 1918 à 1922, puis en 1933, avec l'étaiement de la voûte de la nef qui avait de larges fissures. Les travaux de réfection de cette voûte commencent réellement en 1941 pendant deux ans. En 1943, les réfections concernent la travée droite du chœur et l'abside. En même temps, l'église est entièrement débadigeonnée, rejointoyée, le dallage rénové, les vitraux remplacés et la porte occidentale remplacée. En 1956, le clocher du chœur est repris.

## Décor
L'église recèle des restes de peintures murales des XIVe et XVIIe siècles,.

## Vitraux
Des vitraux du peintre verrier Francis Chigot de Limoges ont été placés dans les baies de l'église.

## Protection
L'édifice est classé au titre des monuments historiques le 22 mai 1900.

## Galerie de photos

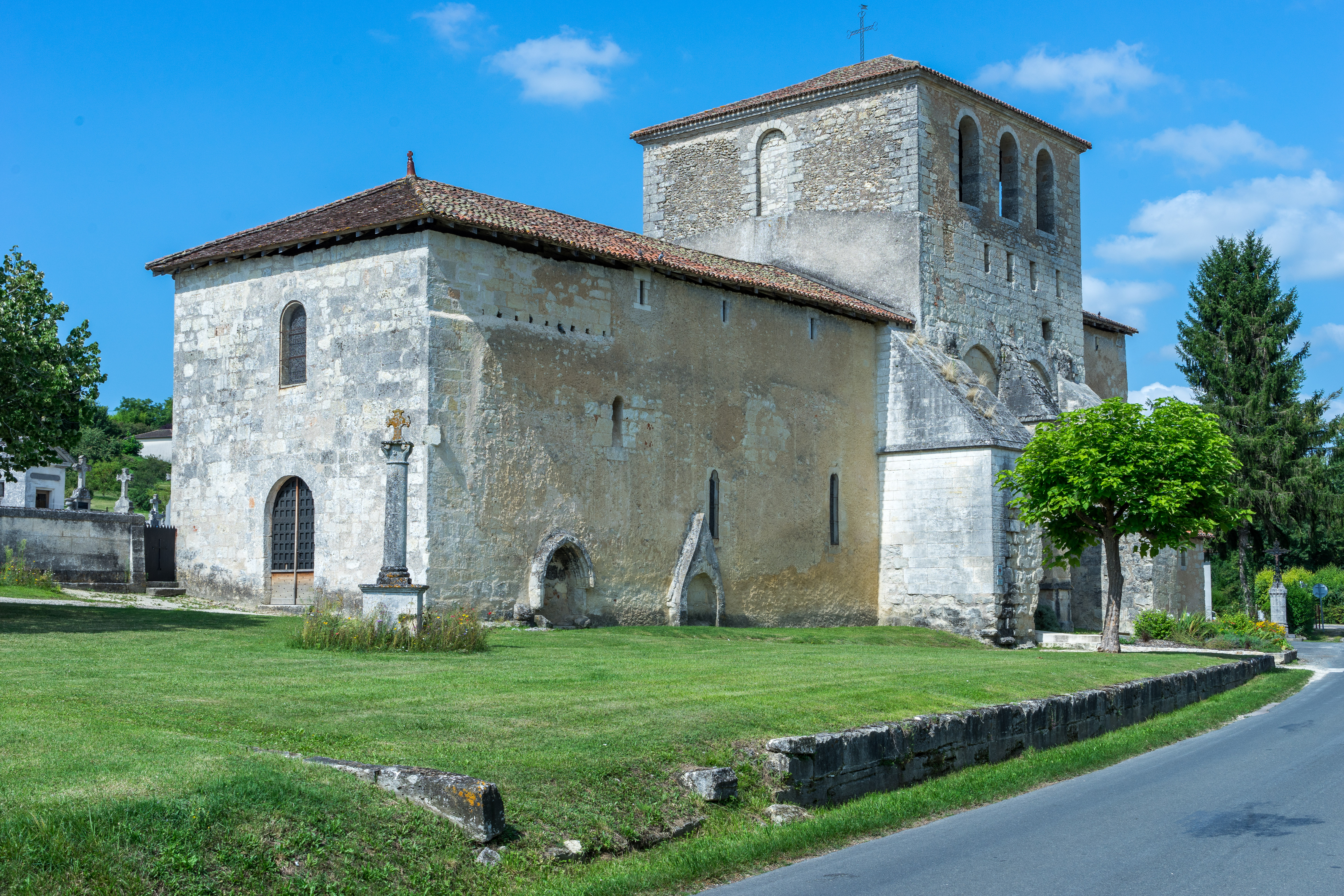
L'église vue du sud-ouest.
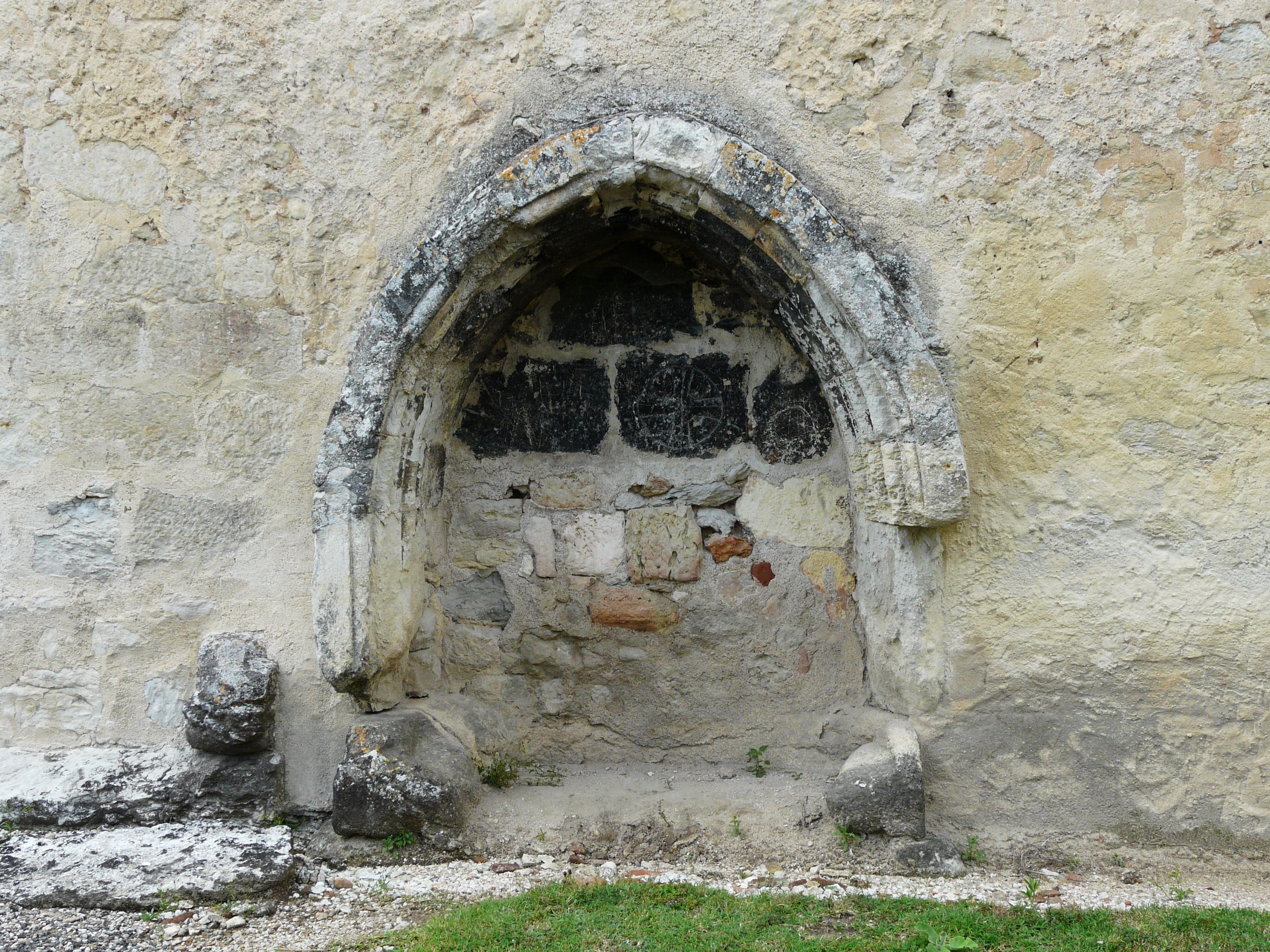
Un enfeu extérieur.
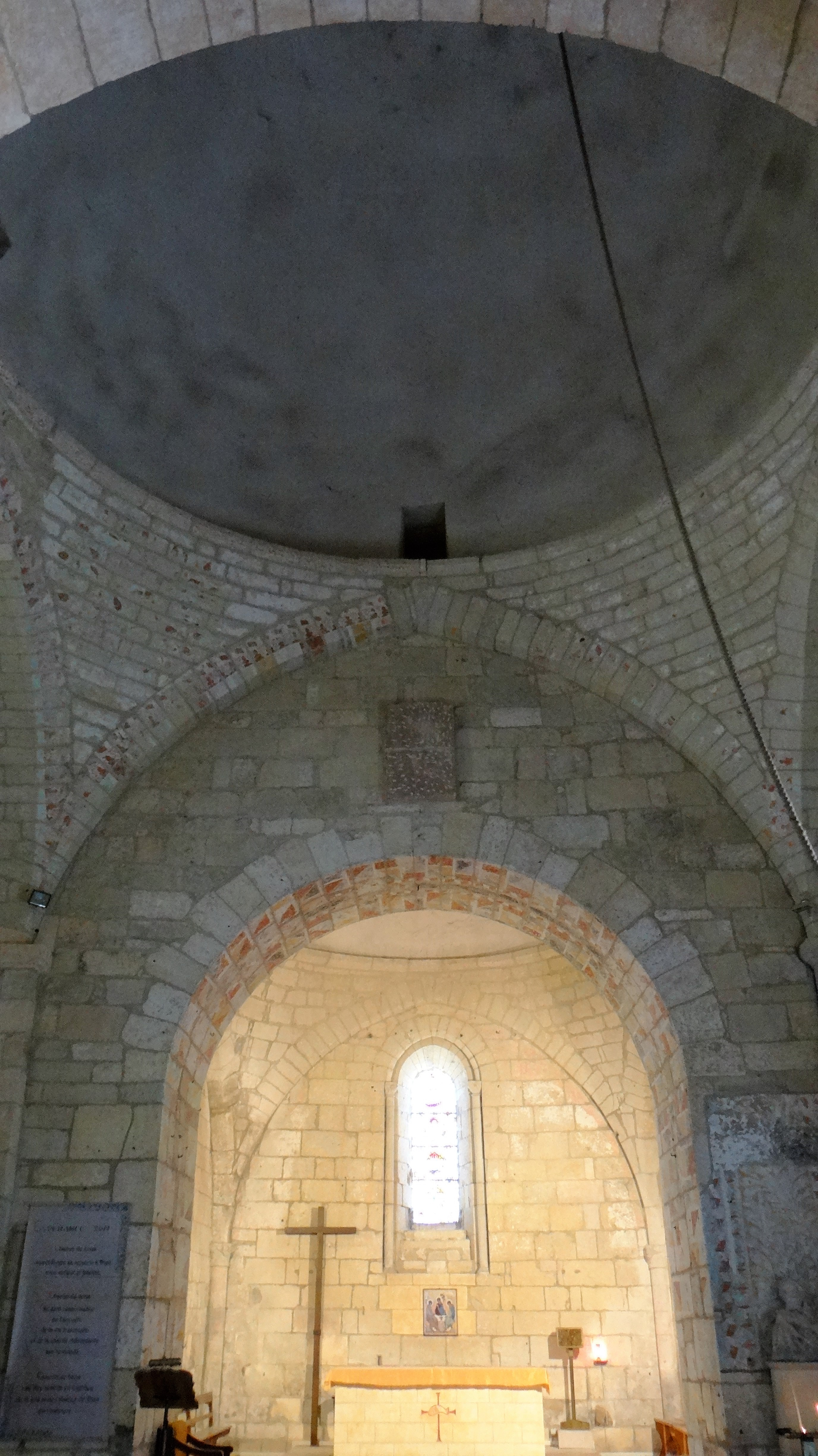
Les travées d'avant-chœur et du chœur sous coupole.
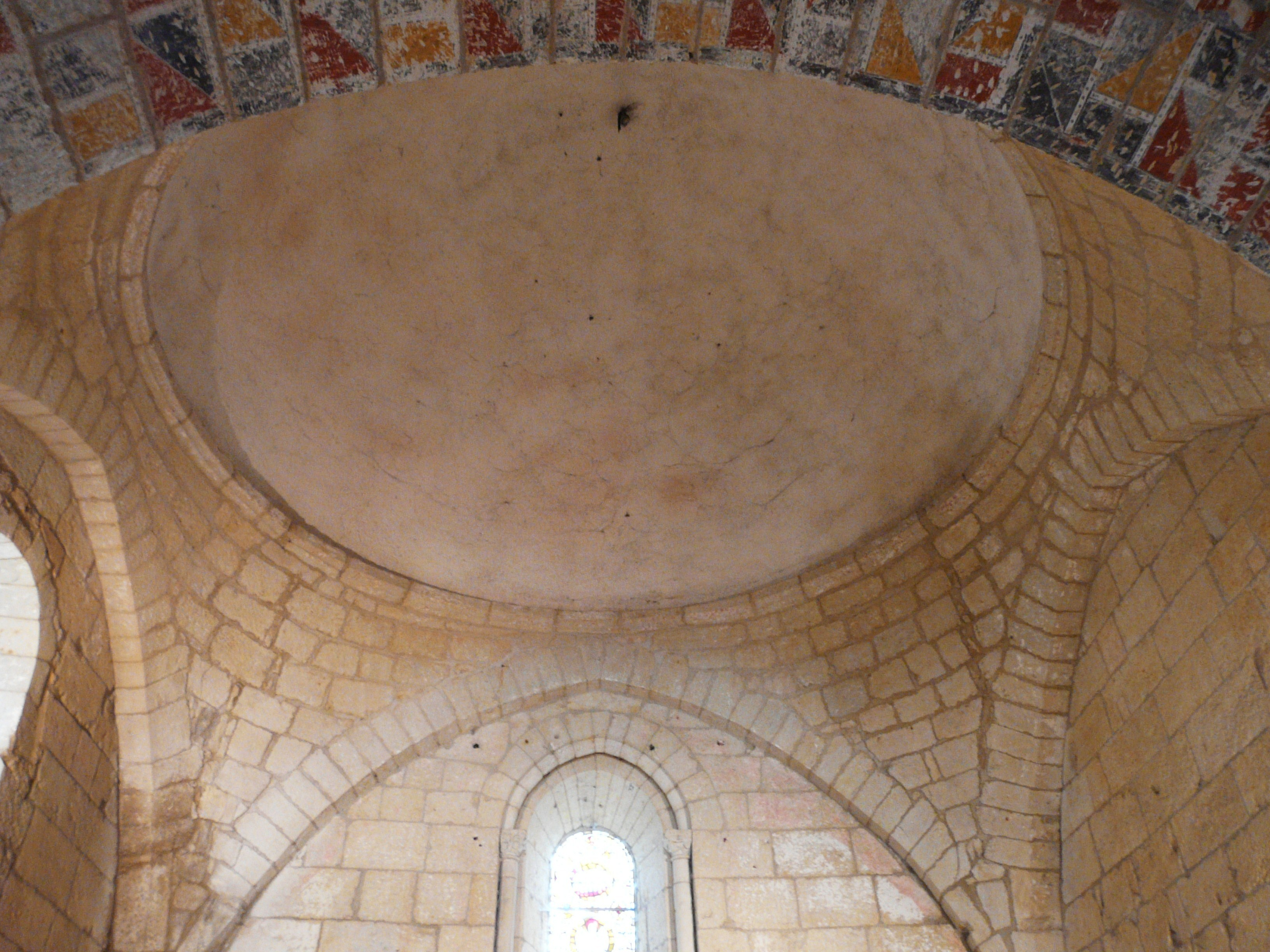
La coupole du chœur.
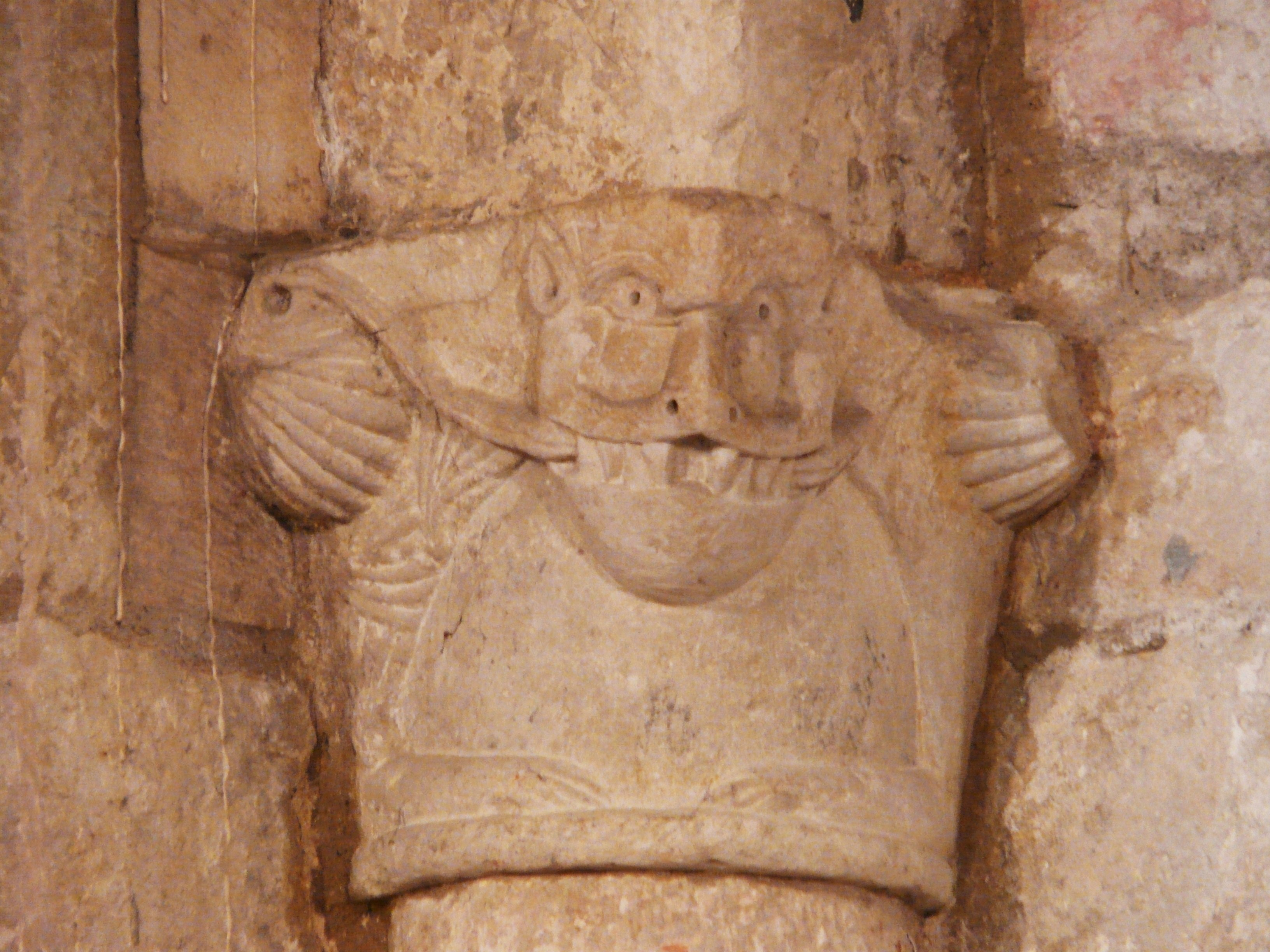
Un chapiteau du chœur.
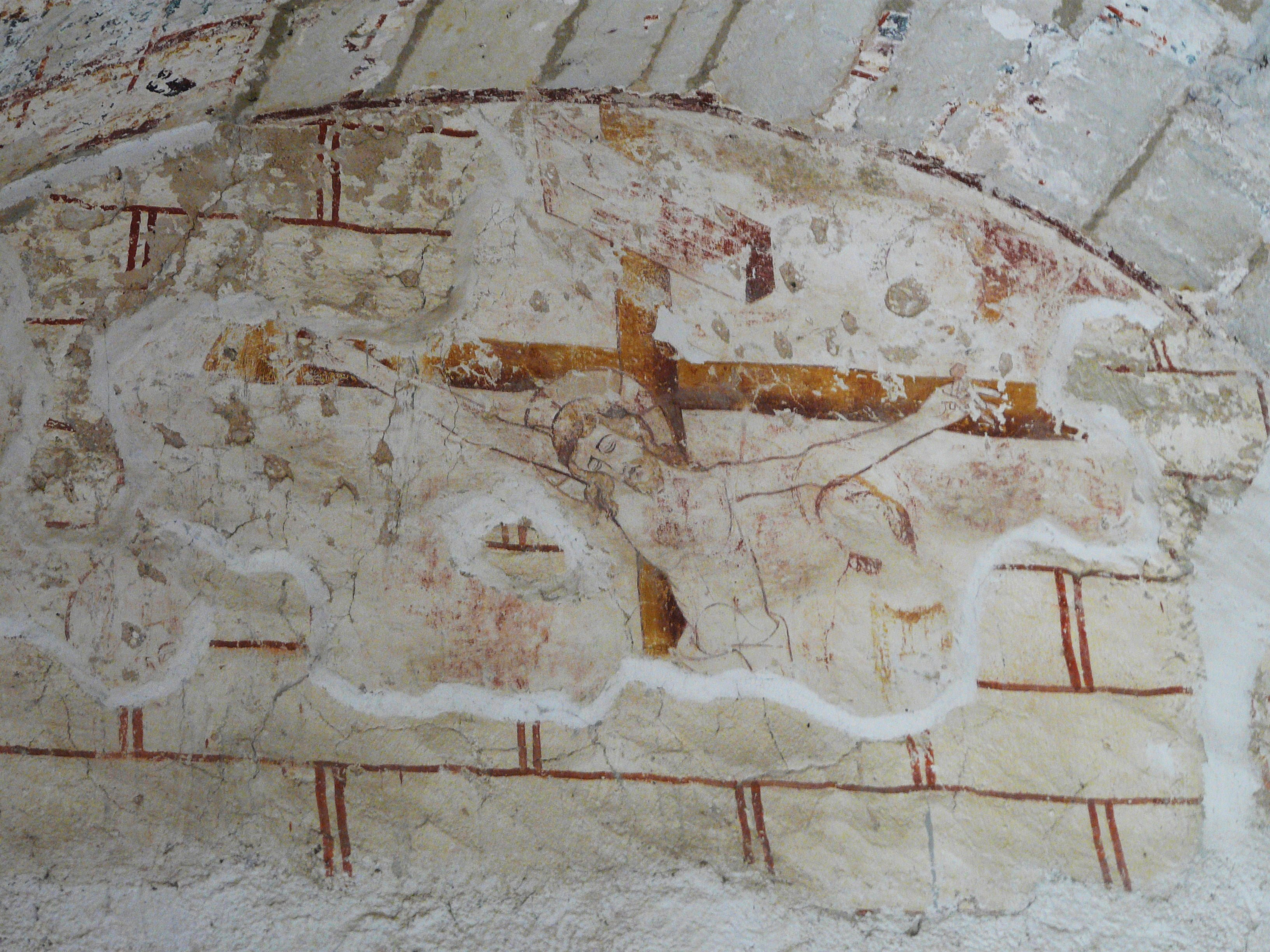
Fresque de la fin du XIVe siècle.